# Маруењо (Порторико)
Маруењо (шп. Marueño) град је у америчкој острвској територији Порторико, острвској држави Кариба.

## Демографија
По попису из 2010. године број становника је 1.011, што је 98 (10,7%) становника више него 2000. године.
| Група             | 2000.       | 2010.         |
| Белци             | 0 (0,0%)    | 6 (0,6%)      |
| Афроамериканци    | 35 (3,8%)   | 43 (4,3%)     |
| Азијати           | 1 (0,1%)    | 1 (0,1%)      |
| Хиспаноамериканци | 911 (99,8%) | 1.002 (99,1%) |
| Укупно            | 913         | 1.011         |